# Enumeratio Stirpium Pleraumque, quae sponte crescunt in agro Vindobonensi
Enumeratio Stirpium Pleraumque, quae sponte crescunt in agro Vindobonensi (abreviado Enum. Stirp. Vindob.) es un libro ilustrado con descripciones botánicas que fue editado por el médico, biólogo y botánico holandés, Nikolaus Joseph von Jacquin en el año 1762.